# Катар-Жангак
Катар-Жангак (кирг. Катар-Жаңгак) — село в Базар-Коргонском районе Джалал-Абадской области Кыргызстана. Входит в состав Талдуу-Булакского айылного аймака.

## География
Село расположено в юго-восточной части области, на левом берегу реки Гава-Сай (правый приток реки Кара-Ункюр), на расстоянии приблизительно 19 километров (по прямой) к северо-востоку от города Базар-Коргон, административного центра района.

## Население
Согласно оценочным данным Национального статистического комитета Кыргызской Республики, численность населения села на начало 2023 года составляла 927 человек.
| год     | 2009 | 2014 | 2015 | 2020 | 2021 | 2023 |
| ------- | ---- | ---- | ---- | ---- | ---- | ---- |
| человек | 828  | 1044 | 1012 | 1018 | 1093 | 927  |